# ブリティッシュ・シー・パワー
シー・パワー（英: Sea Power）は、イングランドのインディー・ロックバンド。かつてはブリティッシュ・シー・パワーという名称だったが、2021年8月9日に改名を発表した。改名の理由の一つは、近年の敵対的なナショナリズムの台頭等を受けて、特定の国名を持つことによる誤解を避けるため。

## 来歴
兄弟であるヤンとニールと学校の友人であったウッドで、学生時代に幾つかのバンドを組み活動する。ヤンがレディング大学に進学し、ギタリストのノーブルと知り合い、後からニールとウッドが加わる形でバンドを組む。2001年7月、シングル「フィア・オブ・ドラウニング」を私費で発表。同年9月、ブリティッシュ・シー・パワーのライブを観たラフ・トレード・レコードのオーナー、ジェフ・トラヴィスの目に留まり、同レーベルと契約。
2002年秋にイーモンが加入し、2003年6月2日にデビュー・アルバム『ザ・ディクライン・オブ・ブリティッシュ・シー・パワー』を発表。同年、日本でライブを行い、2004年にはフジロックフェスティバルに出演。1日目のグリーンステージのトップバッターを務めた。2005年4月4日、2枚目のアルバム『オープン・シーズン』を発売。2006年、イーモンが自身のバンド「ブレイクス」に集中するため脱退し、フィル・サムナーが加入。
2008年、ツアーに参加していたアビー・フライがそのまま正式メンバーになる。同年1月14日に発売された3枚目のアルバム『ドゥ・ユー・ライク・ロック・ミュージック?』は全英10位を記録。2011年1月10日、アルバム『ヴァルハラ・ダンスホール』を発売。同年のフジロックフェスティバルに7年ぶりに出演。
2013年4月1日、アルバム『マシンナリーズ・オブ・ジョイ』を発売し、6月9日には恵比寿ガーデンホールで開催されたイベント「Hostess Club Weekender」に出演。

## メンバー
- ヤン・スコット・ウィルキンソン（Jan Scott Wilkinson）：ボーカル、ギター
- ニール・ハミルトン・ウィルキンソン（Neil Hamilton Wilkinson）：ベース、ボーカル、ギター
- マーティン・ノーブル（Martin Noble）：ギター、キーボード
- マシュー・ウッド （Matthew Wood）：ドラムス
- アビー・フライ（Abi Fry）：ヴィオラ、キーボード
- フィル・サムナー（Phil Sumner）：キーボード、コルネット、ギター ※数学の教師もしている[3]。

### 旧メンバー
- イーモン・ハミルトン（Eamon Hamilton）：キーボード

## ディスコグラフィ

### スタジオ・アルバム
- 『ザ・ディクライン・オブ・ブリティッシュ・シー・パワー』（2003年6月2日）
- 『オープン・シーズン』（2005年4月4日）
- 『ドゥ・ユー・ライク・ロック・ミュージック?』（2008年1月14日）
- 『ヴァルハラ・ダンスホール』（2011年1月10日）
- 『マシンナリーズ・オブ・ジョイ』（2013年4月1日）
- 『シー・オブ・ブラス』（2015年）

### サウンドトラック
- 『マン・オブ・アラン』（2009年5月18日）
- 『フロム・ザ・ランド・トゥ・ザ・シー・ビヨンド』（2013年12月2日）
- 『ハッピネス』（2014年11月26日）